# سكاليتا زانكليا
سكاليتا زانكليا (بالإيطالية: Scaletta Zanclea)‏ هي بلدية في مقاطعة ميسينا في صقلية الإيطالية.

## السكان
في سنة 1861 بلغ عدد السكان 2٬238 نسمة، وتطور العدد ليصل في سنة 2011 لـ 2٬249 نسمة.
يظهر هذا المخطط البياني تطور النمو السكاني لـ سكاليتا زانكليا